# Helen Shaver
Helen Shaver (* 24. Februar 1951 in St. Thomas, Ontario) ist eine kanadische Schauspielerin und Regisseurin.

## Leben
Bevor Helen Shaver ihr Talent für die Schauspielerei entdeckte, finanzierte sie ihr Studium als Model. Zu ihren bekannteren Filmen zählen Sam Peckinpahs Das Osterman Weekend (1983, als Ehefrau von Dennis Hopper), das Drama Desert Hearts (1985) und der Actionfilm Der Herrscher des Central Parks (1986, mit Tommy Lee Jones als verzweifeltem Vietnam-Veteranen).
Einem breiten Publikum wurde sie auch durch ihre zahlreichen Serienrollen, u. a. als Psychologin Rachel Corrigan in der Horrorserie Poltergeist – Die unheimliche Macht bekannt. 1989 und 2001 wurde sie für Gemini Awards nominiert. 2001 gewann sie als beste Nebendarstellerin einen Genie Award für We All Fall Down. In den letzten Jahren war sie als Darstellerin in mehreren Episoden der Serien 4400 – Die Rückkehrer und The L Word – Wenn Frauen Frauen lieben zu sehen.
Seit 1997 führte Helen Shaver auch Regie in zahlreichen Fernsehproduktionen.
2004 wurde Helen Shaver mit der Aufnahme in den Canada’s Walk of Fame geehrt.
Helen Shaver heiratete 1979 den Produzenten Steven Reuther, 1982 ließen sich die beiden scheiden. Ihren jetzigen Ehemann Steve Smith heiratete sie 1988, die beiden haben einen Sohn.

## Filmografie (Auswahl)

### Als Schauspielerin
- 1977: Ausgeflippt (Outrageous)
- 1977: Invasion der Raumschiffe (Starship Invasions)
- 1978: Trucker (High-Ballin’)
- 1979: Amityville Horror (The Amityville Horror)
- 1980: United States (Fernsehserie, 13 Folgen)
- 1982: Polizeirevier Hill Street (Hill Street Blues, Fernsehserie, vier Folgen)
- 1983: T. J. Hooker (Fernsehserie, Folge 3x05)
- 1983: Das Osterman Weekend (The Osterman Weekend)
- 1985: Desert Hearts
- 1986: Unglaubliche Geschichten (Amazing Stories, Folge 1x19)
- 1986: Verschollen auf hoher See (Lost!)
- 1986: Der Herrscher des Central Parks (The Park is Mine)
- 1987: Die Farbe des Geldes (The Color of Money)
- 1987: Das Ritual (The Believers)
- 1988: In einem Land vor unserer Zeit (The Land Before Time, Sprechrolle)
- 1989: Mütter, Töchter und Liebhaber (Mothers, Daughters and Lovers)
- 1990: Columbo: Ruhe sanft, Mrs. Columbo (Rest in Peace, Mrs. Columbo, Fernsehreihe)
- 1990–1991: Fernsehfieber (WIOU, Fernsehserie, 14 Folgen)
- 1992: Zauber eines Sommers (That Night)
- 1995: Ein Gorilla zum Verlieben (Born to Be Wild)
- 1995: Outer Limits – Die unbekannte Dimension (Outer Limits, Fernsehserie, Folge 1x01)
- 1996: Tremors 2 – Die Rückkehr der Raketenwürmer (Tremors II – Aftershocks)
- 1996–1999: Poltergeist – Die unheimliche Macht (Poltergeist: The Legacy, Fernsehserie, 87 Folgen)
- 1998: The Sweetest Gift
- 2000–2001: The Education of Max Bickford (Fernsehserie, 22 Folgen)
- 2000: We All Fall Down
- 2002: The Risen
- 2003: Sniper – Der Heckenschütze von Washington (D.C. Sniper: 23 Days of Fear)
- 2004: The L Word – Wenn Frauen Frauen lieben (The L World, Fernsehserie, Folgen 1x09–1x10)
- 2004: 4400 – Die Rückkehrer (4400, Fernsehserie, Folgen 1x03–1x04)
- 2007: Nur die Liebe hilft (Numb)
- 2010: Iris Expanding (Fernsehfilm)
- 2013: Down River

### Als Regisseurin (Auswahl)
- 1997–1999: Poltergeist – Die unheimliche Macht (Poltergeist: The Legacy, Folgen 1x17, 4x08)
- 1997–2000: Outer Limits – Die unbekannte Dimension (Outer Limits, 6 Folgen)
- 1998: Dead Man’s Gun (Folge 1x13)
- 1998: Das Netz – Todesfalle Internet (The Net, Folge 1x04)
- 1999: Das Ende des Sommers (Summer’s End)
- 2001: Für alle Fälle Amy (Judging Amy, elf Folgen)
- 2002: The District – Einsatz in Washington (The District, Folge 2x19)
- 2003: Die himmlische Joan (Joan of Arcadia, Folge 1x11)
- 2005: Close to Home (Folge 1x04)
- 2006–2007: The Unit – Eine Frage der Ehre (The Unit, 3 Folgen)
- 2008–2009: Private Practice (Folgen 2x03, 3x06)
- 2008–2011: Law & Order: Special Victims Unit (9 Folgen)
- 2009: Castle (Folge 2x10 Aus Liebe zur Umwelt)
- 2010: Make It or Break It (Folge 1x16)
- 2011: Stargate Universe (Folge 2x15)
- 2012: The Firm (5 Folgen)
- 2013–2014: Revolution (3 Folgen)
- 2014: Elementary (Folge 2x14)
- 2014–2015: Orphan Black (2 Folgen)
- 2015–2020: Vikings (8 Folgen)
- 2016: Travelers – Die Reisenden (Travelers, Folgen 1x06–1x07)
- 2017: Tote Mädchen lügen nicht (13 Reasons Why, Folgen 1x03–1x04)
- 2020: Lovecraft Country (Folge 1x06)
- 2020: Happy Place
- 2021–2022: Station Eleven (3 Folgen)
- 2022: Quantum Leap (1 Folge)
- 2024: The New Look
- 2024: The Penguin (2 Folgen)

als Produzentin
- 2004–2005: Für alle Fälle Amy (Judging Amy, 22 Folgen)
- 2012: The Firm (18 Folgen)